# Distretto di Ayahuanco
Il distretto di Ayahuanco è uno degli otto distretti della provincia di Huanta, in Perù. Si trova nella regione di Ayacucho e si estende su una superficie di 871,49 chilometri quadrati.

Istituito il 20 giugno 1955, ha per capitale la città di Viracochan; nel censimento del 2005 contava 5.261 abitanti.